# 始中国羽龙属
始中國羽龍屬是近鳥龍科下的一屬，是目前發現體型最小的恐龍，體長僅30公分，發現於中國遼寧的髫髻山組，正模標本化石編號 YFGP-T5197。
始中國羽龍的口鼻部較短，由於羽毛不發達，因此翅膀展幅不大，加上骨頭結構上有先天的缺陷，導致無法進行真正的飛行。但相反的，其足部羽毛較少，而且較短，適合在路上行走，因此始中國羽龍可能比較擅長奔跑。
|  | \| \| 近鳥龍屬 Anchiornis \| \| \| \| \| \| 始中國羽龍屬 Eosinopteryx \| \| \| \| |
|  |                                                                                   |
|  | 近鳥龍屬 Anchiornis                                                               |
|  |                                                                                   |
|  | 始中國羽龍屬 Eosinopteryx                                                         |
|  |                                                                                   |

根據發現的地層推測，始中國羽龍可能生活於中侏儸紀，早於始祖鳥，也早於一群被科學家們認為是現今鳥類祖先的一群早白堊紀獸腳類。始中國羽龍與近鳥龍是姊妹群，屬於傷齒龍類，始祖鳥則屬於恐爪龍下目，而這次的研究動搖了始祖鳥在鳥類分類上的地位，甚至會摧毀科學家們以往對此類生物的觀點。對於始中國羽龍的新發現，來自英國南安普敦大學的古代脊椎動物學家Gareth J. Dyke參與了此研究，並做出了「鳥類飛行的起源比我們以前認為的要複雜得多」的結論。